# Mary MacLane
Mary MacLane (Winnipeg, 1º maggio 1881 – Chicago, 6 agosto 1929) è stata una scrittrice statunitense di origini canadesi, autrice di memorie spregiudicate che aprirono la strada allo stile confessionale della scrittura autobiografica..

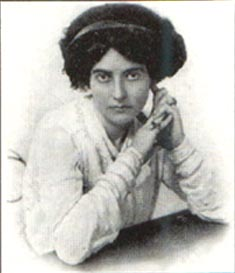
Mary MacLane (1911).

MacLane fu nota come la "Wild Woman of Butte".
MacLane fu un'autrice molto popolare nella sua epoca, scandalizzando i lettori con le sue prime memorie, vero bestseller, e in misura minore con i due libri seguenti. Era considerata selvaggia e fuori controllo, una reputazione che lei stessa nutriva, ed era apertamente bisessuale oltre che una fervente femminista. Nei suoi scritti si paragona a un'altra spregiudicata giovane memorialista, Marie Bashkirtseff, morta alcuni anni dopo la nascita di MacLane, tanto che H. L. Mencken si riferì a lei come "the Butte Bashkirtseff."

## Anni giovanili e famiglia
MacLane nacque a Winnipeg, Manitoba, Canada nel 1881, ma la sua famiglia si trasferì nella zona del Red River in Minnesota, stabilendosi a Fergus Falls, città al cui sviluppo contribuì il padre. Dopo la morte di questi, avvenuta nel 1889, la madre si risposò con un avvocato e amico di famiglia, H. Gysbert Klenze. Poco dopo,  la famiglia si trasferì nel Montana, prima stabilendosi a Great Falls  e infine a Butte, dove Klenze prosciugò i fondi della famiglia per perseguire attività minerarie e altre iniziative. MacLane trascorse il resto della sua vita negli Stati Uniti. Iniziò a scrivere per il giornale scolastico nel 1898.

## Opere

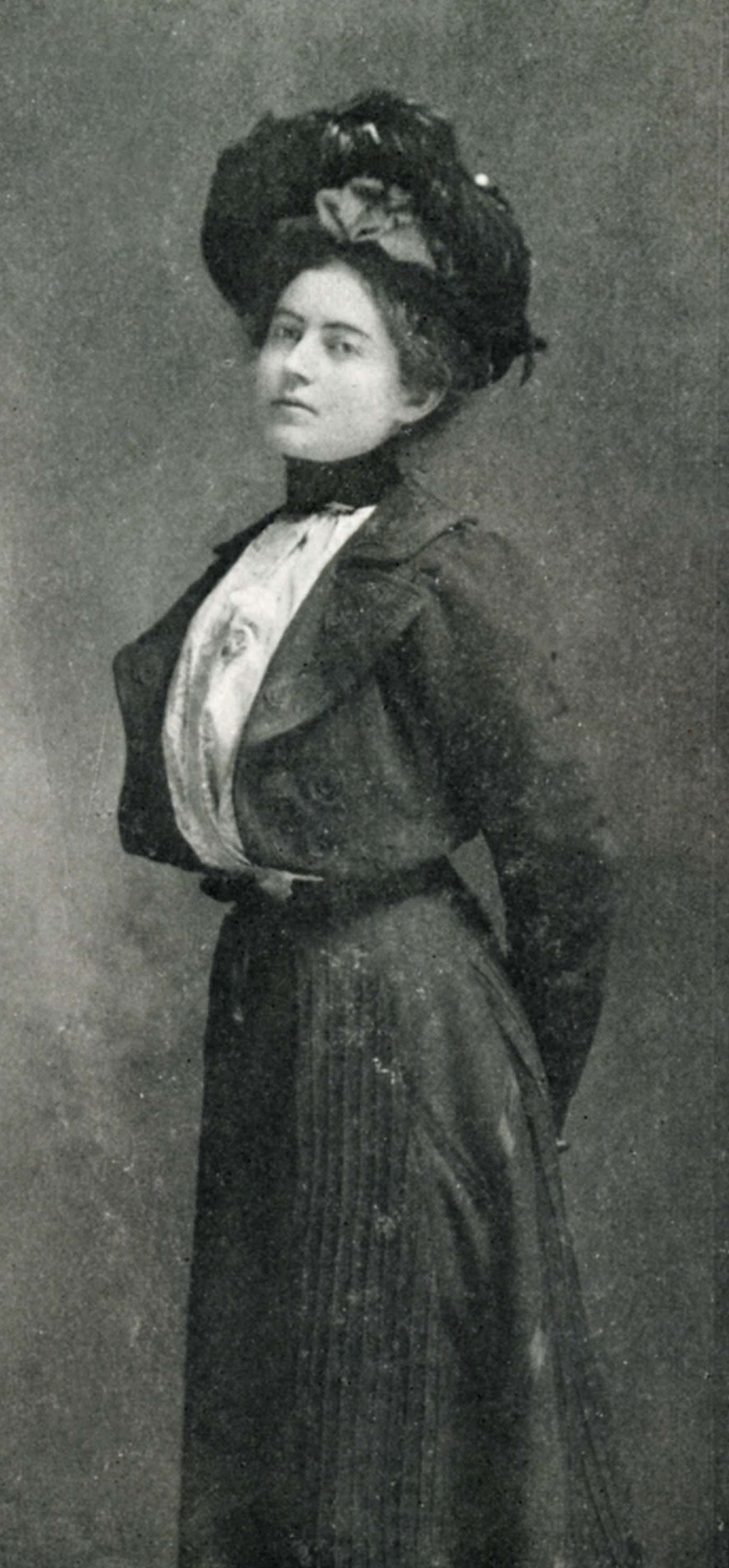
Mary MacLane (dal risvolto del libro The Story of Mary MacLane, Herbert S. Stone and Company, 1902)

Fin dall'inizio, la scrittura di MacLane fu caratterizzata da uno stile diretto, ardente, fortemente orientato verso l'Individualismo. Fu, tuttavia, anche fortemente influenzata da alcuni autori realisti locali, come John Townsend Trowbridge (con il quale scambiò alcune lettere), Maria Louise Pool e Hamlin Garland.
All'età di 19 anni nel 1901, MacLane scrisse il suo primo libro, intitolato dall'autrice I Await the Devil's Coming, cambiato dagli editori, Herbert S. Stone & Co., in The Story of Mary MacLane. Vendette 100 000 copie nel primo mese ed ebbe grande influenza sulle giovani donne, ma fu messo alla berlina da critici e lettori conservatori, e leggermente ridicolizzato da H. L. Mencken.
Alcuni critici hanno suggerito che anche per gli standard odierni, la scrittura di MacLane è cruda, onesta, incrollabile, autocoscienziale, sensuale ed estrema. Scrisse apertamente del suo egoismo e narcisismo, dell'attrazione sessuale e dell'amore per le altre donne, e persino del suo desiderio di sposare il diavolo.
Il suo secondo libro, My Friend Annabel Lee, fu pubblicato da Stone nel 1903. Più sperimentale nello stile rispetto al libro di esordio, non fu così sensazionale, anche se MacLane ne ricavò ugualmente una grande quantità di denaro.
L'ultimo libro, I, Mary Maclane: A Diary of Human Days fu pubblicato da Frederick A. Stokes nel 1917. Le vendite andarono moderatamente bene, ma fu probabilmente messo in ombra dal recente ingresso dell'America nella prima guerra mondiale.
Nel 1917, scrisse e recitò nel film muto autobiografico di 90 minuti intitolato Men Who Have Made Love to Me per gli Essanay Studios. Prodotto dal pioniere del cinema George Kirke Spoor e basato sull'omonimo articolo del 1910 di MacLane per un giornale di Butte, è stato ipotizzato che sia stata una delle prime, se non addirittura la prima, rottura della quarta parete del cinema, con la scrittrice - star che si rivolge direttamente al pubblico. Anche se alcuni fotogrammi e i sottotitoli sono giunti fino a noi, si ritiene che il film sia andato perduto.

### Libri
- The Story of Mary MacLane (1902) L'attesa del Diavolo, Ago edizioni, (2024)
- My Friend, Annabel Lee (1903)
- I, Mary MacLane: A Diary of Human Days (1917, 2013)

### Articoli selezionati
- [Untitled article on stoicism] (1898)
- Consider Thy Youth and Therein (1899)
- Charles Dickens - Best of Castle-Builders (graduate oration, 1899)
- Mary MacLane at Newport (1902)
- Mary MacLane at Coney Island
- Mary MacLane on Wall Street (1902)
- Mary MacLane in Little Old New York (1902)
- On Marriage (1902)
- A Foreground and a Background (1903)
- Mary MacLane Discusses the ‘Outward Seeming of Denver’ (1903)
- The Second 'Story of Mary MacLane' (1909)
- Mary MacLane Soliloquizes on Scarlet Fever (1910)
- Mary MacLane Meets the Vampire on the Isle of Treacherous Delights (1910)
- The Autobiography of the Kid Primitive (1910)
- Mary MacLane Wants a Vote - For the Other Woman (1910)
- Men Who Have Made Love to Me (1910)
- The Latter-Day Litany of Mary MacLane (1910)
- The Borrower of Two-Dollar Bills - and Other Women (1910)
- A Waif of Destiny on the High Seas (1910)
- Woman and the Cigarette (1911)
- Mary MacLane Says - (1911)
- Mary MacLane on Marriage (1917)
- The Movies and Me (1918)

### Sceneggiature e filmografia
- Men Who Have Made Love to Me (1918)[8]

## Influenze
Tra i numerosi autori che hanno fatto riferimento, parodiato o risposto a MacLane figurano Mark Twain, F. Scott Fitzgerald, Harriet Monroe, il noto avvocato Clarence Darrow, Ring Lardner Jr., Sherwood Anderson e Daniel Clowes in Ice Haven. Tra i meno ricordati c'è Gertrude Sanborn, che pubblicò una risposta ottimista al libro di MacLane del 1917, I, Mary MacLane con il titolo I, Citizen of Eternity (1920).

## Vita privata
MacLane aveva sempre mal sopportato, o avvertito, "l'angoscia del luogo," del vivere a Butte, città mineraria lontana dai centri culturali, e adoperò i guadagni del suo primo libro per spostarsi prima a Chicago e poi in Massachusetts. Visse a Rockland (Massachusetts), trascorrendo gli inverni a St. Augustine, Florida, negli anni 1903–1908, poi nel Greenwich Village nel 1908–1909, dove continuò a scrivere e, per sua stessa ammissione, a vivere un'esistenza decadente e bohémien. Fu un'intima amica della scrittrice femminista Inez Haynes Irwin, menzionata nella corrispondenza privata di MacLane e citata in alcuni dei suoi articoli risalenti al 1910, pubblicati su un giornale di Butte.
Per un periodo visse con l'amica Caroline M. Branson, che era stata a lungo compagna di Maria Louise Pool fino alla morte di quest'ultima nel 1898. Insieme vissero nella casa di Rockland che Pool aveva lasciato a Branson. Mary MacLane ebbe anche una relazione con Harriet Monroe. In una poesia del 1902, MacLane scrive:
Dear Harriet Monroe -
I remember you
I remember you on a summer forenoon.
You were there and I was there.
We went out to walk by the lake-shore.
The lake-shore was very beautiful.
You were so fascinating that day. You were so strong. You were so true.
Particularly you were so true.
I loved you.
I had infinite faith in you.
And you were kind.
You were kind - so that I felt it without knowing it.
Which is a wonderful thing and goes far.
Surely no Pharisee was ever yet kind like that.
For a summer forenoon:
My love to you - oh, my love to you.
Dear Harriet Monroe. -
At any rate - good-by.
- My love to you, always. -
"traduzione italiana":
Cara Harriet Monroe
mi ricordo di te
Mi ricordo di te in una mattinata estiva.
Eri lì e io ero lì.
Siamo andate a passeggiare sulla riva del lago.
La riva del lago era molto bella.
Eri così affascinante quel giorno.
Eri così forte.
Eri così vera.
Soprattutto eri così vera.
Ti ho amato.
Ho avuto una fiducia infinita in te.
E tu eri gentile.
Eri gentile - così che lo sentissi senza saperlo.
Che è una cosa meravigliosa e va ben oltre.
Sicuramente nessun fariseo fu mai così gentile.
Per una mattinata estiva:
il mio amore per te - oh, il mio amore per te.
Cara Harriet Monroe.
- Ad ogni modo - addio.
- Ti amerò, sempre. -
MacLane morì a Chicago nei primi giorni di agosto del 1929, all'età di 48 anni. La sua fama era già tramontata verso la seconda metà del XX secolo e i suoi libri fuori stampa fino alla fine del 1993, quando The Story of Mary MacLane e alcuni degli altri suoi lavori furono ripubblicati in Tender Darkness: A Mary MacLane Anthology.

## Raccolte e performance contemporanee
Nel gennaio 2011, gli editori di Tender Darkness (1993) annunciarono la pubblicazione di un'antologia completa e di uno studio biografico di MacLane. Il primo volume, Human Days: A Mary MacLane Reader (con prefazione di Bojana Novaković), è stato pubblicato nel 2014.
Nel 2011, Novakovic ha scritto e interpretato The Story of Mary MacLane - By Herself a Melbourne, Australia, replicato poi a Sydney, Australia nel 2012.